# 月ヶ瀬村
月ヶ瀬村（つきがせむら）は、かつて奈良県に存在した村。
2005年4月1日、山辺郡都祁村とともに奈良市へ編入されたことから消滅し、同時に添上郡唯一の村であったため添上郡も消滅した。現在の奈良市月ヶ瀬に当たる。

## 地理
奈良県の北東端に位置し、村内を名張川が東西に流れ、渓谷の様相を呈している。梅の名所であり、見頃を迎えると遠方からも多くの観光客が訪れる。
大和茶の産地としても知られ、初夏になれば新緑が斜面を鮮やかに彩る。
経済面では三重県伊賀市（旧・上野市）との結びつきが強い。1998年2月1日までは山添村の大半とともに郵便番号が三重県側の518〜だったが、7桁化に際して地域区分局が四日市西郵便局から奈良中央郵便局へ移管され奈良県側の630〜となった。

## 歴史
- 1889年（明治22年）4月1日 - 町村制の施行により、尾山村・石打村・長引村・桃香野村・月瀬村の区域をもって月瀬村（つきせむら）が発足。
- 1897年（明治30年）9月28日 - 月瀬村が山辺郡波多野村の一部（大字嵩）を編入。
- 1968年（昭和43年）1月1日 - 月瀬村が改称して月ヶ瀬村（つきがせむら）となる。
- 1986年（昭和61年）11月1日 - 郵便番号を518-12から630-23へ変更。
- 2005年（平成17年）4月1日 - 奈良市に編入。同日月ヶ瀬村廃止。住所表記が奈良県添上郡月ヶ瀬村●●から奈良県奈良市月ヶ瀬●●となる。

## 行政管轄
- 警察
  - 奈良県警奈良警察署
- 消防
  - 奈良市消防局東消防署月ヶ瀬分署
- 土木
  - 奈良県奈良土木事務所

## 隣接する自治体
- 奈良県
  - 奈良市、山辺郡山添村
- 京都府
  - 相楽郡南山城村
- 三重県
  - 伊賀市

## 交通

### 道路

#### 県道

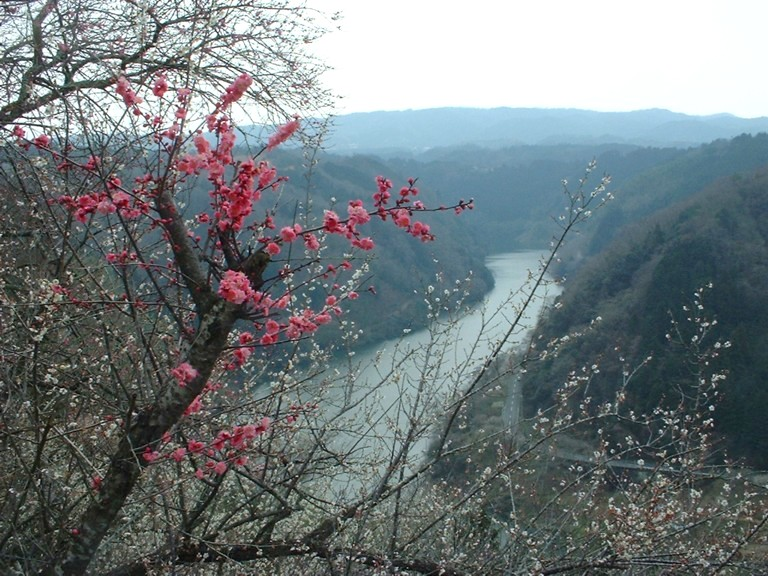
月ヶ瀬梅林「一目八景」から名張川の渓谷を望む

県道は以下の3路線が通っていた。
- 主要地方道
  - 京都府道・奈良県道4号笠置山添線
  - 奈良県道82号上野南山城線
- 一般県道
  - 奈良県道・京都府道753号月ヶ瀬今山線

### バス
- 奈良交通 - JR奈良駅、近鉄奈良駅から94系統「石打」行き。
平日・土曜日は3便、休日は4便のみであり、奈良市方へはそれぞれ1便減少する。観梅期は臨時便が数本追加される。所要70〜80分程度。
- 三重交通 - 伊賀鉄道上野市駅から「桃香野口（ももがのぐち）」行き。
平日は4便、土休日は3便のみであるが、上野市方へはそれぞれ1便増加する。所要30分程度。

鉄道路線はなく、最寄駅は月ヶ瀬口駅となる。観梅期には当駅と名張駅（桔梗が丘駅経由）から三重交通の臨時バスが走るが、月ヶ瀬口駅からは午前中から昼過ぎにかけ、1時間に1本程度設定されているのに対して名張駅発着は2往復のみと少ない。

## 名所・旧跡・観光スポット・祭事・催事

### 観光
- 月ヶ瀬渓谷・月ヶ瀬梅林
- 月ヶ瀬温泉

## 姉妹都市・提携都市

### 国内
- 松原市（大阪府）
  - 1985年9月7日友好都市提携
  - ※奈良市編入後は松原市・奈良市月ヶ瀬地区友好交流協議会として残る。

## 出身有名人
- 増田四郎（歴史学者、文化勲章受章者）